# Canena (kommunhuvudort)
Canena är en kommunhuvudort i Spanien.   Den ligger i provinsen Provincia de Jaén och regionen Andalusien, i den centrala delen av landet, 260 km söder om huvudstaden Madrid. Canena ligger 518 meter över havet och antalet invånare är 2 093.
Terrängen runt Canena är huvudsakligen kuperad, men åt nordväst är den platt. Runt Canena är det ganska tätbefolkat, med 67 invånare per kvadratkilometer. Närmaste större samhälle är Linares de Mora, 14,3 km väster om Canena. Trakten runt Canena består till största delen av jordbruksmark.